# Конвой SO-705 (серпень 1943)
Конвой SO-705 (серпень 1943) — японський конвой часів Другої світової війни, проведення якого відбувалось у серпні — вересні 1943 року.
Конвой сформували у важливому транспортному хабі японців Палау (на заході Каролінських островів), а місцем його призначення був Рабаул — головна передова база в архіпелазі Бісмарка, з якої провадились операції на Соломонових островах та сході Нової Гвінеї.
До складу конвою SO-705 увійшли транспорти «Шічисей-Мару», «Хібі-Мару», «Мацує-Мару», «Моджі-Мару» та «Умекава-Мару». Ескорт складався з мисливця за підводними човнами CH-17.
27 серпня 1943 року судна вийшли з Палау та попрямували на південний схід. У цей період на додачу до підводних човнів на комунікаціях архіпелагу Бісмарка починала діяти авіація союзників. Утім, 3 вересня конвой SO-705 успішно прибув до Рабаула.
Можна відзначити, що через кілька місяців, у грудні 1943 року, між Палау та Рабаулом пройде ще один конвой із таким саме ідентифікатором SO-705.